# سامانه قیمت آزاد
یک سامانهٔ قیمت آزاد یا مکانیسم قیمت آزاد (به‌طور غیررسمی به نام سیستم قیمت یا مکانیسم قیمت) یک مکانیسم تخصیص منابع است که به قیمتهای پولی تعیین شده توسط عرضه و تقاضا متکی است. قیمت‌های به دست آمده به عنوان سیگنال‌هایی هستند که بین تولیدکنندگان و مصرف‌کنندگان ارتباط برقرار می‌کنند و در جهت هدایت تولید و توزیع منابع کار می‌کنند. از طریق سامانه قیمت آزاد، منابع سهمیه بندی می‌شوند، درآمد توزیع می‌شود و منابع نیز اختصاص می‌یابد.
سیستم قیمت آزاد در تضاد با سیستم قیمت ثابت است که در آن قیمت‌ها توسط دولت در یک بازار کنترل‌شده تعیین می‌شود. سیستم قیمت، چه آزاد و چه کنترل شده، با برنامه‌ریزی اقتصادی فیزیکی و غیرپولی در تضاد است.

## مکانیک سامانه قیمت آزاد
اشتغال و درآمد فردی نیز توسط سامانهٔ قیمت هدایت می‌شوند. اشتغال به سمت آن کالاها و خدماتی خواهد رفت که مصرف‌کنندگان آنها را ارزش می‌نهند و از آن کالا و خدماتی که در نظر مصرف‌کنندگان بی‌اهمیت می‌آیند فاصله می‌گیرند.